# ثمدة (العبدية)

تعديل مصدري - تعديل

ثمدة هي إحدى قرى عزلة ال الثابثي بمديرية العبدية التابعة لمحافظة مأرب، بلغ تعداد سكانها 469 نسمة حسب تعداد اليمن لعام 2004.